# Halción (diálogo)
Halción (en griego antiguo: Ἀλκυών), es un diálogo del Pseudo Platón sobre la metamorfosis.

## Descripción
En Falero, Sócrates contó a su amigo Querefonte la leyenda de Alcíone.
Después de relatarle la leyenda, Sócrates explica la omnipotencia de los inmortales, y la relativa impotencia de los inmortales en su trato con los inmortales, y luego entre sí. Se hace alusión a las dos esposas de Sócrates, Mirto, nieta de Arístides el Justo.  y Jantipa.

## Autenticidad
Este diálogo apócrifo se atribuye tardíamente a Luciano de Samosata. Nicias de Nicea y Favorino, en el Libro V de su obra titulada Memorables, lo atribuyen a León de Bizancio, y Diógenes Laercio lo considera sospechoso.